# Иоанн Евхаитский
Иоанн Евхаитский (греч. Ιωάννης Εὐχάιτα, прозванный «Мавроп» (греч. Μαυρόπους); ок. 1000 — ок. 1092) — митрополит города Евхании (или Евхаита), в Малой Азии. Ритор и поэт. Почитается в лике святителей, память совершается 5 октября.

## Биография
Жил при императоре Константине Мономахе, способствовал распространению просвещения в Византии. Был учителем словесности в Константинополе. Учитель Михаила Пселла.
В зрелом возрасте Иоанн был облечен саном митрополита. С Иоанном Евхаитским связано установление в 1084 году празднования в православии совместной памяти трёх святителей: Василия Великого, Григория Богослова и Иоанна Златоуста.
Более известен в качестве церковного и светского поэта. Оставил 77 писем, несколько слов и ряд ямбических стихотворений: эпиграммы на предметы культа в искусства, эпиграммы, загадки, обращения к своему дому, рассказ о первом знакомстве с семьёй императора и т. п. Существует и этимологический лексикон Иоанна. Им написан употребляемый по настоящее время в Православной церкви канон на исход души.